# Торреський юдикат
Торреський юдикат, або Логудорський юдикат (сард. Judicadu de Logudoro, італ. Giudicato di Torres) — юдикат (тип середньовічної держави) на острові Сардинія. Займав північно-західну частину острова. Утворився у IX ст. внаслідок занепаду влади Візантії в Західному Середземномор'ї. Очолювалася юдиками (суддями, лат. iudices), головами колишньої візантійської адміністрації. 1259 року розділений між Арборейським юдикатом, генуезькою родиною Доріа і родом Маласпина.

## Історія
Перші юдики (судді) на Сардинії були призначені ще за часів візантійського імператора Юстиніана I — після 534 року. Проте вони мали лише обмежені судові функції. Спочатку був один суддя провінції Сардинія (Iudex Provinciae), який перебував в Кальярі. Згодом їх було 2 — в Арбореї і Кальярі. Головним цивільний керівником був презид, а військовим — дукс. Сама Сардинія стає частиною Африканського екзархату.
Значну вагу сардинські судді набувають внаслідок захоплення арабами Африканського екзархату у 698 році. Втім вплив Візантії на Сардинії залишався. Лише після захоплення арабами у 827 році Сицилії, сардинські юдикати опинилися відірваними від візантійської допомоги. Вони вимушені були самостійно захищати свої володіння.
З встановлення Македонської династії в Візантії починається активна політика візантійців в Західному Середземномор'ї. У 915 році згадується архонт, що керував Сардинією, Корсикою та Балеарськими островами. Його призначав візантійський імператор. Втім на той час влада юдиків вже була спадкова.
Остаточну незалежність Торреський юдикат, що дістав свою назву від першої столиці Торрес, здобув приблизно в 2-й третині X ст. Втім уже до кінця цього століття з огляду на постійні атаки арабських піратів відбувається об'єднання Торреського юдикату з Арборейським. Можливо, це сталося внаслідок шлюбної угоди.
У 1010-х роках ця область стає місцем постійних атак арабів з Денійської тайфи, що на деякий час підкорити Торрес. Водночас разом зі старою назвою починає з'являться термін Логудоро.
1064 році Торреський юдикат отримує самостійність. Втім там панувала гілка династії юдиків Арбореї — Лакон-Гунале. Продовжуються союзні стосунки з Пізанською і Генуезькою республіками. Юдики маневрують між ними, не надаючи переваги якоїсь одній. У 1113—1116 роках війська Торреського юдикату брали участь у генуезько-пізанських походах проти Майоркської тайфи. Разом з тим отримують перші маєтки роди Маласпина і Доріа.
У 1028 році після смерті Костянтина I почалася боротьба за владу, в якій за підтримки пізанців переміг Гоннаріо II. Згодом останній приборкав бунтівних феодалів, але обрав політику міцного союзу з Пізою, порушивши наявний до того баланс, що викликало невдоволення Генуї. Водночас у юдикаті починають поширюватися цистерціанські й бенедиктинські монастирі.
Найбільшої потуги юдикат набув за нового юдика Баризона II, який допоміг братові П'єтро посісти трон Кальярського юдикату. Також зміг обмежити амбіції юдиків Арбореї. Втім у 1185 році через постійне втручання пізанців почався конфлікт в Кальярі, в який втрутився юдик Торресу. Він також переорієнтувався з Пізи на Геную. Його наступник Костянтин II спочатку успішно продовжив цю політику, але у 1194 році зазнав поразки від Кальярського юдикату, що був союзником Пізанської республіки.
1198 році черговий юдик Коміта I змів політику попередників, відновивши союз з Пізою. Завдяки цьому вдалося припинити атаки на юдикат. Його наступник Маріано II намагався маневрувати між Пізою і Генуєю, при цьому спираючись на Папський престол. Йому вдалося укласти союз з юдикатом Кальярі, завдати поразки Арборейському юдикатові та укласти міцний мир з Галлурським юдикатом.
У 1233 році після смерті Маріано II починається ослаблення юдикату, чим скористався рід Галлурських Вісконті, що 1236 року захопив тут владу. Але невдовзі почалася боротьба між Доріа, Маласпина і Вісконті, в яку втрутилися римські папи та Арборейський юдикат. Фактично Торреський юдикат розпався у 1238 році. Зрештою влада опинилася в Аделазії, доньки Маріано II, після смерті якої 1259 року територія Торреського юдикату була розділена між Арборейським юдикатом, генуезькою родиною Доріа і родом Маласпина. Столиця юдикату — Сассарі — стала самостійною республікою.

## Територія і населення

Кураторії Торреського юдикату (позначено синім кольором)

Площа становила 6500 км². Простягалася південною і південно-східною частиною Сардинії. Адміністративно поділялося на 22 кураторії: Нурра, Флуменарджія, Улумету, Нулаброс, Романджа, Англоне, Гісарклу, Монтеакуто, Леррон, Фікуліни, Кори, Мейлоку, Нуркар, Капутабас, Есестенті, Планаріа, Монтіверро, Маргіна, Гочеані, Нугор, Саруле, Озан. На чолі їх стояв куратор, якого призначав юдик. Центри кураторій називалися вілли. В свою чергу кураторії поділялися на бідди (села), на чолі яких перебував майор.
Населення становило близько 100 тис. осіб.

## Мова
Більшість населення розмовляло на сардинській мова та сассарському діалекті, що має багато спільно з тосканським, галлурьским. Серед знаті була поширена італійська мова.

## Економіка
Основу становило садівництво і виноградорство, розведення дрібної рогатої худоби. Експортували продукцію гончарства, ткацтва, вовну. Юдикат був багатий на мідні, срібні та свинчеві копальні. В значній кількості добувалася сіль.